# مجلة المستقبل العربي
مجلة المستقبل العربي مجلة علمية دورية شهرية محكمة تصدر بالعربية عن مركز دراسات الوحدة العربية في بيروت. تعنى المجلة بالهموم السياسية والاقتصادية اليومية للمواطن العربي وتنشر مقالات نقدية وتحليلية واستشرافية حول قضايا التنمية والوحدة العربية والقضية الفلسطينية والعلاقات مع الغرب.

## وصلات خارجية
- الموقع الرسمي للمجلة